# Anhörungsbeauftragter
Der Anhörungsbeauftragte ist eine 1982 geschaffene leitende Beamtenposition in der Europäischen Kommission im Bereich des Wettbewerbsrechts der EU. Hauptaufgabe des Anhörungsbeauftragten ist dabei die Gewährung der Anhörungsrechte innerhalb der Wettbewerbsverfahren auf EU-Ebene.
Derzeit sorgen zwei Anhörungsbeauftragte dafür, dass Wettbewerbsverfahren nach Art. 101 und 102 AEUV und nach der so genannten Fusionskontrollverordnung Verordnung (EG) Nr. 139/2004 (FKVO) möglichst fair und objektiv ablaufen. Insbesondere ist es ihre Aufgabe, auf die Beachtung des Anhörungsrechts der betroffenen Unternehmen hinzuwirken und den für Wettbewerbsfragen zuständigen Kommissar der Europäischen Kommission auf etwaige Missstände hinzuweisen. Der Anhörungsbeauftragte organisiert und leitet dabei die mündlichen Anhörungen in Wettbewerbsverfahren und entscheidet in einer Vielzahl von Einzelfragen des Anhörungsverfahrens wie z. B. der Gestaltung der Anhörung und der Akteneinsicht.
Der Anhörungsbeauftragte trägt so zur Verfahrensgerechtigkeit im Kartell- und Fusionskontrollverfahren und zur Qualität der diese Verfahren abschließenden Kommissionsentscheidungen bei. Zugleich ist er zu einem anerkannten Vermittler zwischen der Generaldirektion Wettbewerb und den von den Wettbewerbsverfahren betroffenen Parteien, Drittparteien und Auskunftgebern geworden.
Für die Tätigkeit der Anhörungsbeauftragten wurde mit Beschluss der Kommission vom 23. Mai 2001 über das Mandat von Anhörungsbeauftragten in bestimmten Wettbewerbsverfahren (2001/462/EG,EGKS) eine neue Rechtsgrundlage mit erweiterten Befugnissen geschaffen. Die Anhörungsbeauftragten sind direkt dem Kommissar für Wettbewerb unterstellt und organisatorisch nicht in die Struktur der Generaldirektion Wettbewerb eingebunden.
Aktuell sind der Belgier Joos Stragier (seit Oktober 2013) und der Niederländer Wouter Wils (seit 2010) die amtierenden Anhörungsbeauftragten.